# Список объектов всемирного наследия ЮНЕСКО в Норвегии
На территории Норве́гии, по состоянию на 2012 год, расположены 7 объектов из списка Всеми́рного насле́дия ЮНЕ́СКО, что составляет 0,6 % от общего их числа (1248 на 2025 год). Норвегия ратифицировала Конвенцию об охране всемирного культурного и природного наследия 12 мая 1977 года. Первыми объектами, включёнными в список всемирного наследия, стали в 1979 году средневековая ставкирка в Урнесе и исторический портовый квартал в городе Бергене. Из семи объектов всемирного наследия в Норвегии шесть включены в список по культурным критериям, тогда как седьмой — по природным. Кроме этого, по состоянию на 2012 год, 6 объектов на территории Норвегии находятся в числе кандидатов на включение в список всемирного наследия.
- — объекты, внесённые в список всемирного наследия
- — кандидаты на внесение в список всемирного наследия

## Список
| #          | Изображение | Название | Местоположение | Время создания          | Год внесения в список | №    | Критерии    |
| ---------- | ----------- | --- | --- | ----------------------- | --------------------- | ---- | ----------- |
| Культурные |             | | |                         |                       |      |             |
| 1          |             | Ставкирка в Урнесе норв. Urnes stavkirke нюнорск Urnes stavkyrkje                                                                    | фюльке Согн-ог-Фьюране | XII—XIII века           | 1979                  | 58   | I, II, III  |
| 2          |             | Брюгген, старая верфь Бергена норв. Bryggen i Bergen нюнорск Bryggen i Bergen                                                        | фюльке Хордаланд | XIV—XVI века            | 1979                  | 59   | III         |
| 3          |             | Шахтёрский город Рёрус и его окрестности норв. Røros нюнорск Røros                                                                   | фюльке Сёр-Трёнделаг | XVII век                | 1980, расширен в 2010 | 55   | III, IV, V  |
| 4          |             | Наскальные рисунки в Альте норв. Helleristningene i Alta нюнорск Helleristingsområdet i Alta                                         | фюльке Финнмарк | 4200 — 500 гг. до н. э. | 1985                  | 352  | III         |
| 5          |             | Вегаэйн — архипелаг Вега норв. Vegaøyan нюнорск Vegaøyan                                                                             | фюльке Нурланн | —                       | 2004                  | 1143 | V           |
| 6          |             | Дуга Струве норв. Struves meridianbue нюнорск Struvemeridianen (4 пункта)                                                            | фюльке Финнмарк (Совместно с Швецией , Финляндией , Россией , Эстонией , Латвией , Литвой , Белоруссией , Молдавией , Украиной ) | 1816—1855 годы          | 2005                  | 1187 | II, III, VI |
| Природные  |             | | |                         |                       |      |             |
| 7          |             | Фьорды Западной Норвегии — Гейрангер-фьорд и Нерёй-фьорд норв. Geirangerfjorden, Nærøyfjorden нюнорск Geirangerfjorden, Nærøyfjorden | фюльке Мёре-ог-Ромсдал и Согн-ог-Фьюране                                                                                         | —                       | 2005                  | 1195 | VII, VIII   |

## Предварительный список
| #          | Изображение | Название | Местоположение              | Время создания             | Год внесения в список | №    | Критерии                |
| ---------- | ----------- | --- | --------------------------- | -------------------------- | --------------------- | ---- | ----------------------- |
| Смешанные  |             | |                             |                            |                       |      |                         |
| 1          |             | Лапония (расширение до Тюсфьорда) норв. Laponia нюнорск Laponia | фюльке Нурланн              | —                          | 2002                  | 1750 | III, V, VII, VIII, IX   |
| 2          |             | Лофотенские острова норв. Lofoten нюнорск Lofoten | фюльке Нурланн              | —                          | 2002                  | 1751 | III, VIII, IX, X        |
| 3          |             | Шпицберген норв. Svalbard нюнорск Svalbard | архипелаг Шпицберген        | —                          | 2007                  | 5161 | V, VI, VII, VIII, IX, X |
| Природные  |             | |                             |                            |                       |      |                         |
| 4          |             | Острова Ян-Майен и Буве, как часть международной номинации Срединно-Атлантического хребта норв. Jan Mayen, Bouvetøya нюнорск Jan Mayen, Bouvetøya | Атлантический океан         | —                          | 2007                  | 5162 | VIII, IX, X             |
| Культурные |             | |                             |                            |                       |      |                         |
| 5          |             | Объекты промышленного наследия, предприятия тяжёлой и гидроэнергетической промышленности, с их рабочими посёлками и транспортной системой, в Рьюкане/Нутоддене и Одде/Тюсседале норв. Rjukan, Notodden, Odda, Tyssedal нюнорск Rjukan, Notodden, Odda, Tyssedal | фюльке Телемарк и Хордаланд | конец XIX — начало XX века | 2009                  | 5472 | II, IV                  |